# Elephantulus
Elephantulus är ett släkte i familjen springnäbbmöss (Macroscelididae) med tio arter som förekommer i Afrika. De betecknas på svenska ibland som elefantnäbbmöss men namnet används även för hela familjen. De är inte närmare släkt med näbbmössen.

## Kännetecken
Med en kroppslängd mellan 9 och 15 centimeter, en svanslängd mellan 8 och 17 centimeter och en vikt mellan 25 och 60 gram tillhör arterna i släktet de minsta i familjen. Den mjuka pälsens färg varierar mellan gulgrå och rödbrun. Undersidan är oftast ljusare, vitaktig eller ljusgrå. Nosen är som hos alla springnäbbmöss lång och rörlig. Påfallande är de långa öronen.

## Utbredning och habitat
Arterna förekommer huvudsakligen i östra och södra Afrika. Bara arten Elephantulus rozeti lever i kontinentens norra del mellan Marocko och Libyen. De finns i olika habitat som savanner och halvöknar men saknas i tät skog. Oftast vistas de i klippiga områden.

## Levnadssätt
Dessa springnäbbmöss gömmer sig vanligen i bergssprickor eller mindre grottor. Ibland skapar de egna bon eller använder bon som lämnats av andra djur, främst av gnagare. De skapar små stigar genom att stampa ned växter för bättre framkomlighet. Arterna är vanligen aktiva på dagen men flyttar aktiviteten till gryningen när antalet fiender stiger. Oftast lever de i par men ensamma individer och mindre grupper förekommer också. Paret eller gruppen har ett revir som markeras med vätska från doftkörtlarna.
Födan utgörs uteslutande av insekter, främst myror och termiter.

## Fortplantning
I heta regioner finns ingen särskild parningstid och honan parar sig flera gånger per år. I kyligare områden föds ungarna vanligen under den varmare årstiden. Dräktigheten varar mellan 57 och 75 dagar och per kull föds ett eller två ungdjur. Ungdjuren är borymmare och redan efter 25 dagar sluter honan att ge di. De blir könsmogna efter cirka 50 dagar och jagas sedan bort av föräldrarna. Livslängden i naturen är oftast ett till två år. Den äldsta kända individen i fångenskap blev nästan nio år gammal.

## Elephantulusoch människor

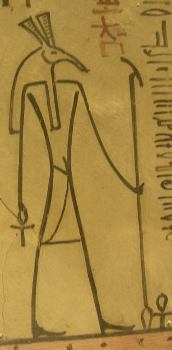
Viss forskare identifierar huvudet av guden Set som huvudet av en art från släktet Elephantulus som lever i norra Afrika.

Ibland antas att den nordliga arten var förlagan till huvudet av den egyptiska guden Set. På så sätt skulle artens utbredningsområde i gamla tider ha varit mycket större än idag. Nuförtiden hotas arterna genom förstöring av deras levnadsområde. Trots allt räknas de flesta arterna av IUCN som livskraftiga. Bara tre arter listas med kunskapsbrist.

## Arterna
Vanligen skiljs mellan tio arter:
- Kortnosad elefantnäbbmus (Elephantulus brachyrhynchus), finns från Kenya till norra Namibia och norra Sydafrika.
- Kapelefantnäbbmus (Elephantulus edwardii), lever i Kapprovinsen i västra Sydafrika.
- Mörkbrun elefantnäbbmus (Elephantulus fuscipes), förekommer i södra Sudan, norra Kongo-Kinshasa och Uganda.
- Zambesi-elefantnäbbmus (Elephantulus fuscus), har sitt utbredningsområde i Zambia, Malawi och Moçambique.
- Sydvästafrikansk elefantnäbbmus (Elephantulus intufi), finns i Angola, Namibia, Botswana och norra Sydafrika.
- Östlig klippelefantnäbbmus (Elephantulus myurus), lever i Moçambique, Zimbabwe, Botswana och östra Sydafrika.
- Somalielefantnäbbmus (Elephantulus revoili), förekommer i ett mindre område i norra Somalia.
- Nordafrikansk elefantnäbbmus (Elephantulus rozeti), är den enda arten i norra Afrika, från Marocko till Libyen.
- Röd elefantnäbbmus (Elephantulus rufescens), lever i södra Sudan, Somalia och Tanzania.
- Västlig elefantnäbbmus (Elephantulus rupestris), finns i Namibia och Kapprovinsen.